# Gonomyia naiadifera
Gonomyia naiadifera là một loài ruồi trong họ Limoniidae. Chúng phân bố ở miền Australasia.